# Cantone di Clisson
Il Cantone di Clisson è una divisione amministrativa dell'arrondissement di Nantes.
A seguito della riforma approvata con decreto del 25 febbraio 2014, che ha avuto attuazione dopo le elezioni dipartimentali del 2015, è passato da 7 a 12 comuni.

## Composizione
I 7 comuni facenti parte prima della riforma del 2014 erano:
- Boussay
- Clisson
- Gétigné
- Gorges
- Monnières
- Saint-Hilaire-de-Clisson
- Saint-Lumine-de-Clisson

Dal 2015 i comuni appartenenti al cantone sono i seguenti 12:
- Aigrefeuille-sur-Maine
- Boussay
- Clisson
- Gétigné
- Gorges
- Maisdon-sur-Sèvre
- Monnières
- La Planche
- Remouillé
- Saint-Hilaire-de-Clisson
- Saint-Lumine-de-Clisson
- Vieillevigne